# Topologia discreta
En matemàtiques, s'anomena topologia discreta (sovint anomenada també topologia fina) a aquella topologia tal que tots els elements de l'espai són oberts. És la topologia amb més oberts que es pot definir sobre qualsevol espai.

## Propietats
Degut a la seva simplicitat se'n poden demostrar fàcilment moltes propietats. Per tot X espai topològic sobre un conjunt C amb la topologia discreta:
- Tot element de X és tancat.
- Les components connexes de X són cadascun dels elements de C.
- La dimensió topològica de X és zero.
- X compleix tots els axiomes de separació.
- X és separable si i només si és contable.

### Mètrica discreta
La mètrica induïda per la topologia discreta s'anomena mètrica discreta. La distància entre dos punts x i y, d(x,y), en un espai de mètrica discreta ve definida com:
{\displaystyle d(x,y)=\left\{{\begin{matrix}1&{\mbox{si}}\ x\neq y\\0&{\mbox{si}}\ x=y\end{matrix}}\right.}